# Vaccinium scoparium
Vaccinium scoparium là một loài thực vật có hoa trong họ Thạch nam. Loài này được Leiberg ex Coville miêu tả khoa học đầu tiên năm 1897.

## Hình ảnh

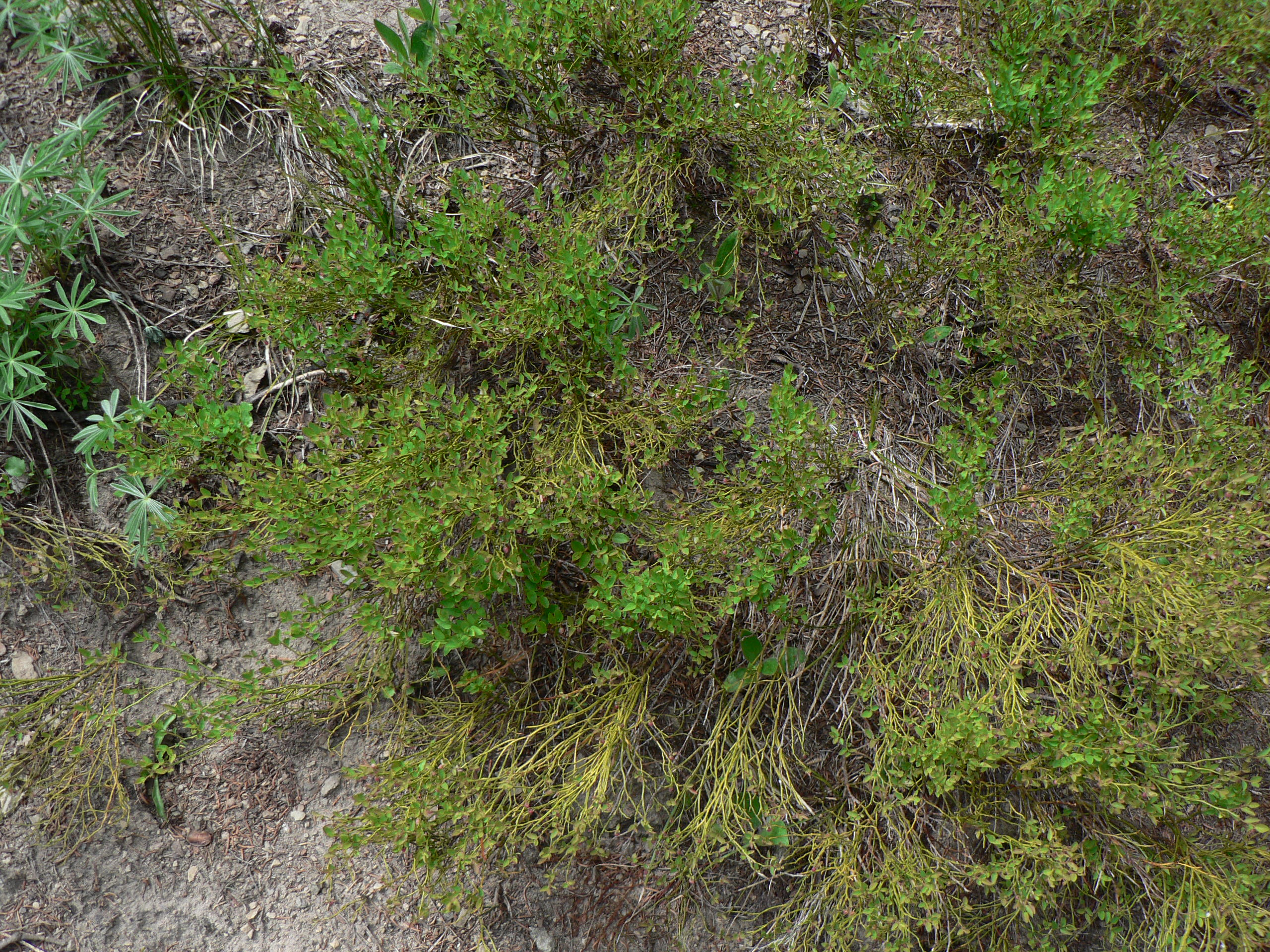
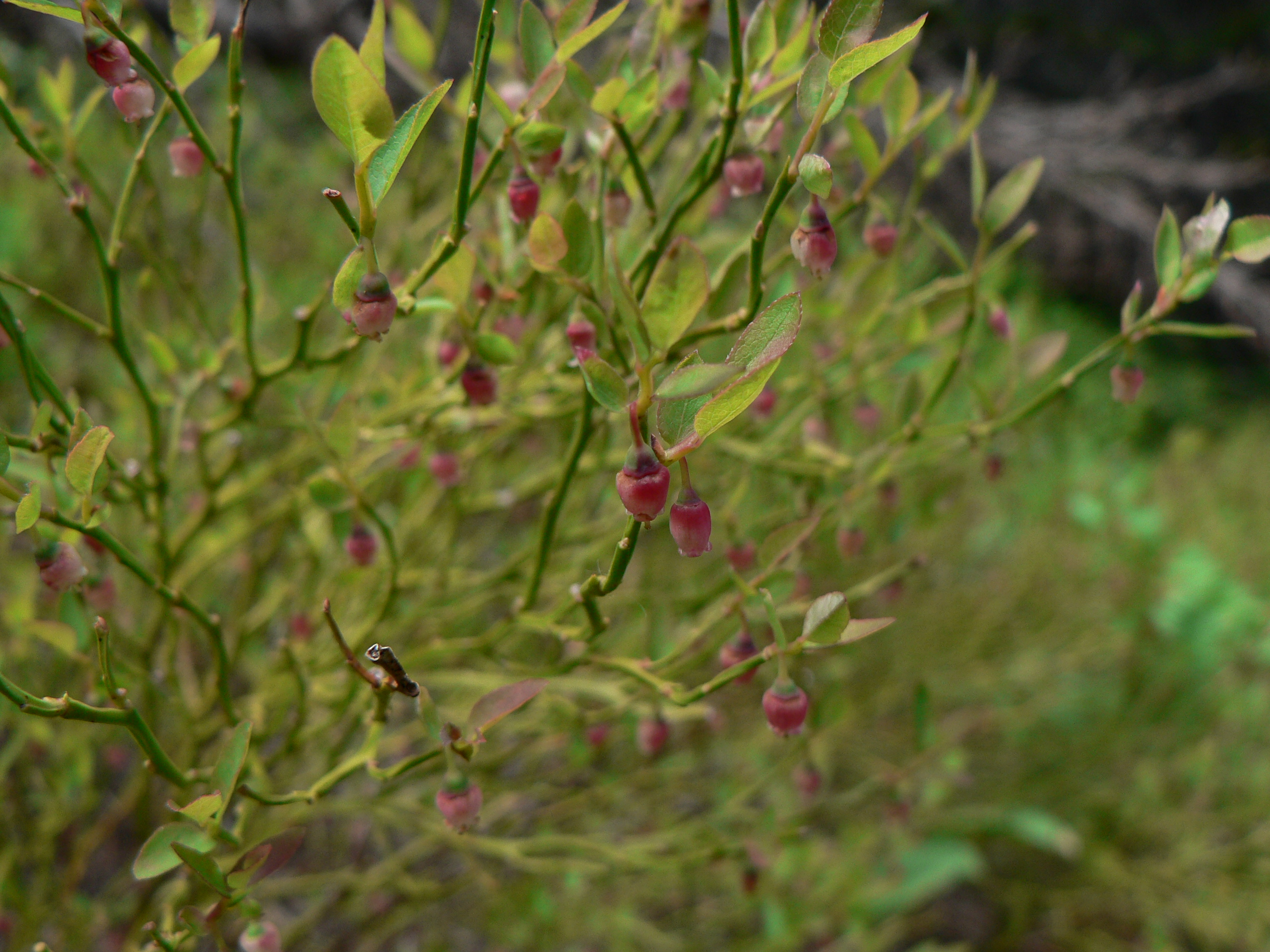
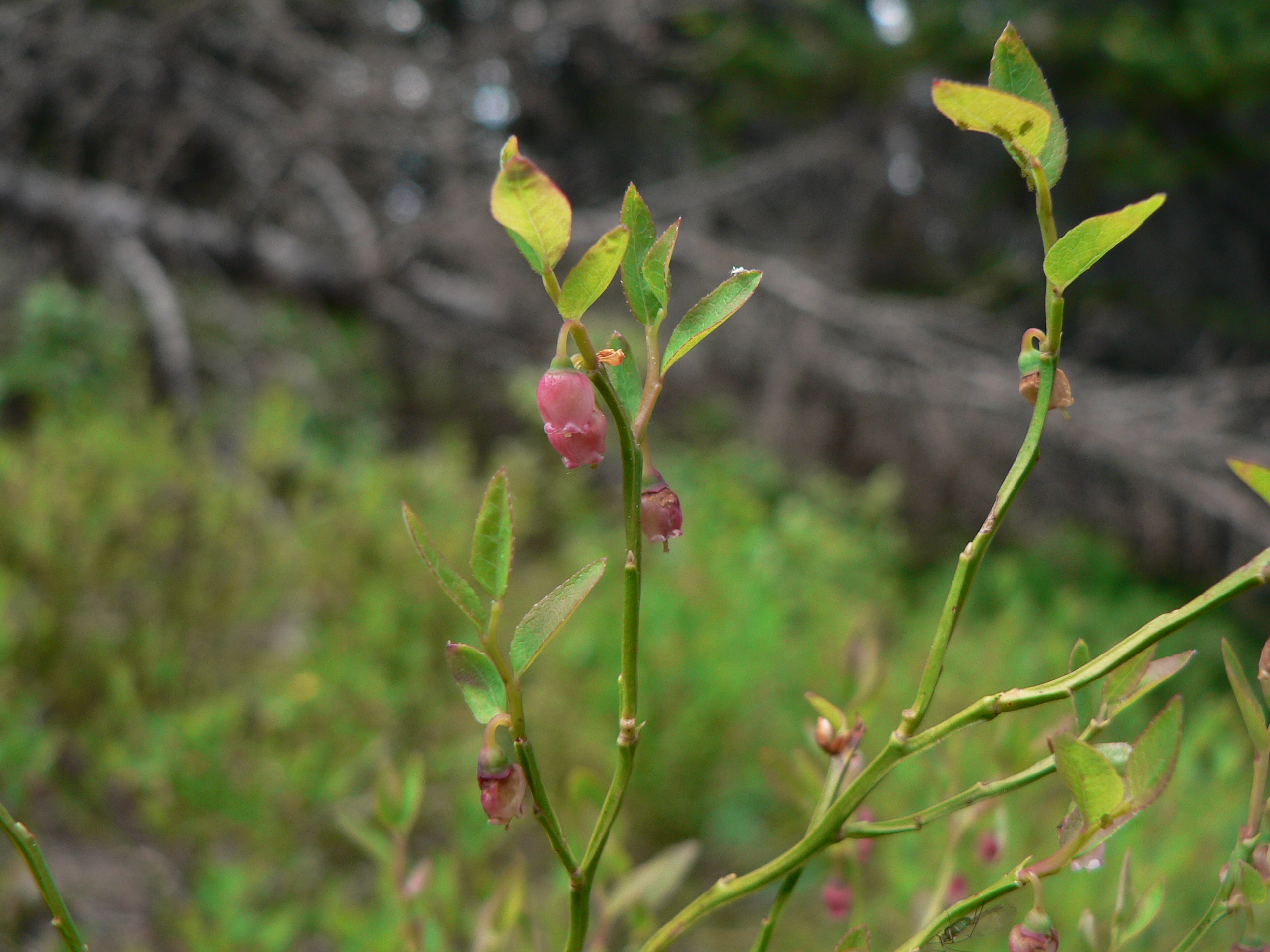
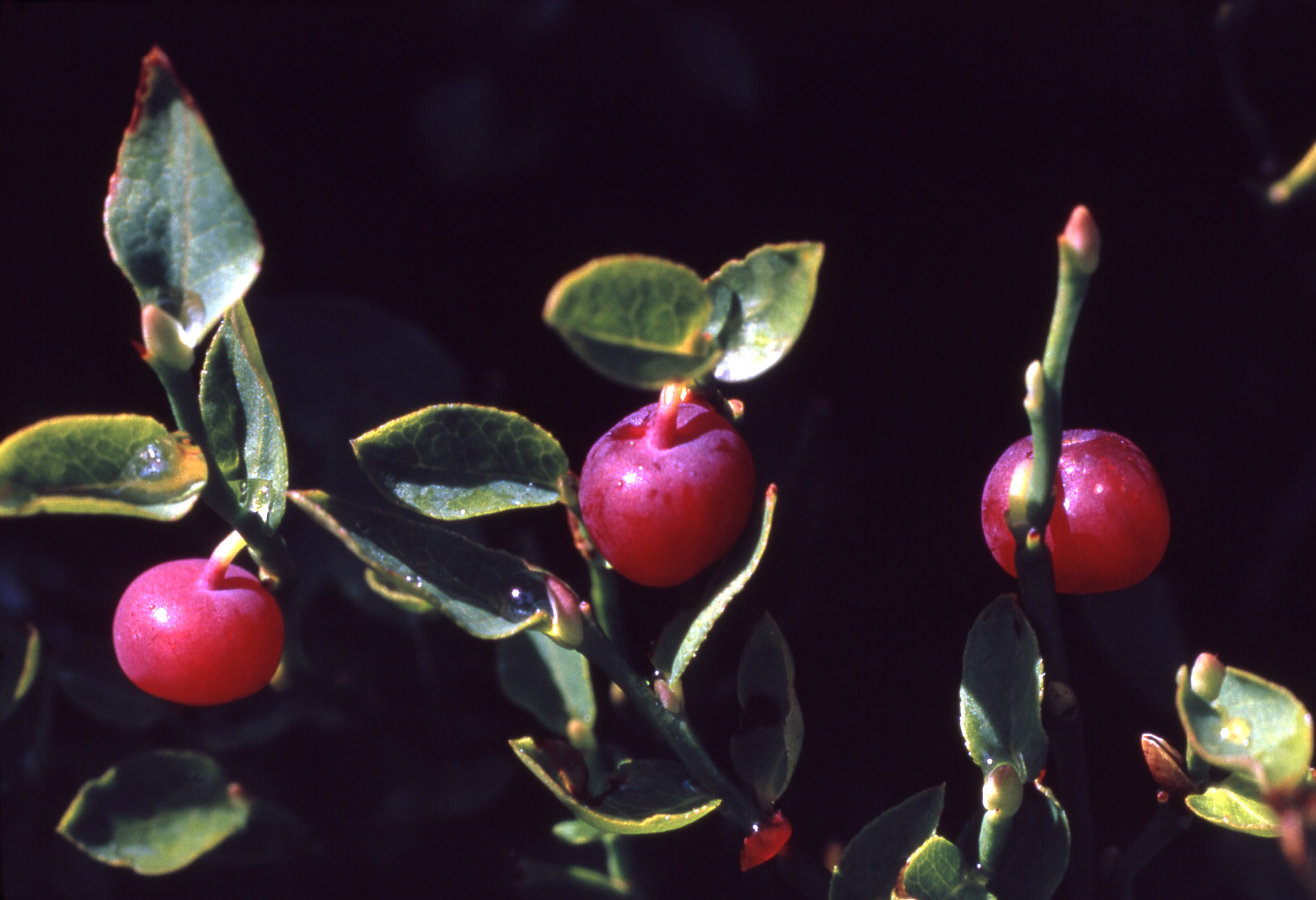